# Krasnokutsky (huyện)
Huyện Krasnokutsky (tiếng Nga: ? райо́н) là một huyện hành chính tự quản (raion), của Tỉnh Saratov, Nga. Huyện có diện tích 2912 km², dân số thời điểm ngày 1 tháng 1 năm 2000 là 38900 người. Trung tâm của huyện đóng ở Krasnyy Kut.